# بيتر ميتشيل (سياسي)
بيتر ميتشيل (بالإنجليزية: Peter Mitchell)‏ هو سياسي كندي، ولد في 4 يناير 1824 في كندا، وتوفي في 25 أكتوبر 1899 في نفس البلد. حزبياً، نشط في الحزب الليبرالي الكندي. وقد انتخب عضو مجلس الشيوخ الكندي (23 أكتوبر 1867 – 13 يوليو 1872) وانتخب Premier of New Brunswick ‏ (1866 – 1867).